# Georgette

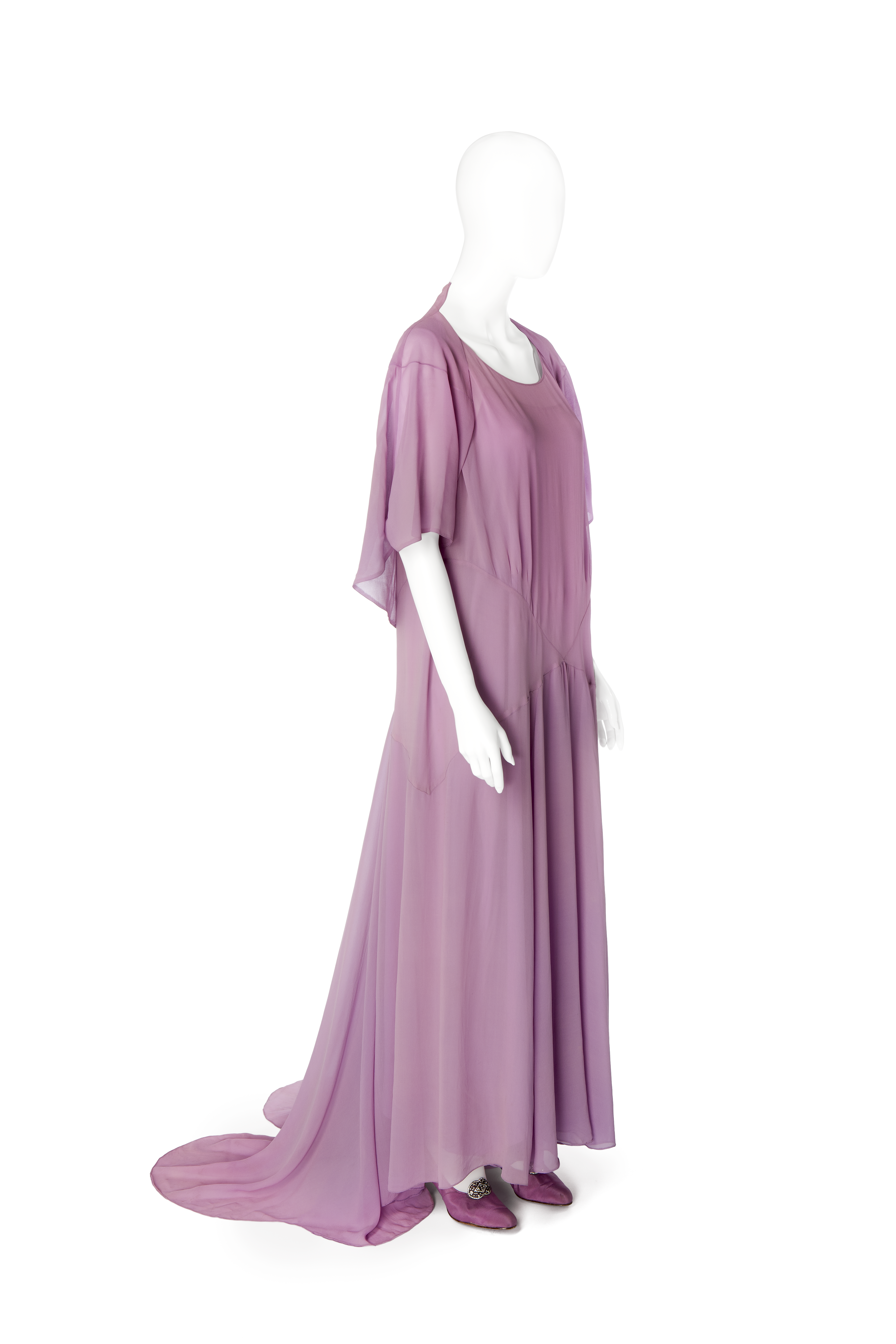
Rosa aftonklänning i georgette från 1930.

Georgette betecknar en tunn siden- eller kamgarnsvävnad i tuskaft med crêpegarn i både varp och inslag. En variant av georgette är crêpe de Georgette.